# Szu–24
A Szu–24 (NATO-kódja: Fencer) a Szovjetunióban, a Szuhoj Tervezőirodában az 1960-as években kifejlesztett kétüléses, kéthajtóműves, változtatható szárnynyilazású, szuperszonikus vadászbombázó repülőgép. Feladatköre és felépítése hasonlít az amerikai F–111-re. A repülőgép az 1970–1980-as években a Szovjetunió alapvető frontbombázó repülőgépe volt. Néhány fejlődő országba exportálták, és több szovjet utódállam is üzemelteti. Oroszországban tervezett utódja a Szu–34, melynek 2007-ben indult el a lassú sorozatgyártása.

## Típusváltozatok
- Sz6
- T6–1
- T6–2I/T6–3I/T6–4I
- Szu–24
- Szu–24M
- Szu–24M2
- Szu–24MK
- Szu–24MR
- Szu–24MP

## Veszteségek
Perm körzetében 2021. augusztus 27-én egy gép gyakorló repülés közben lezuhant. A két pilóta katapultált és megmenekült.

## Galéria

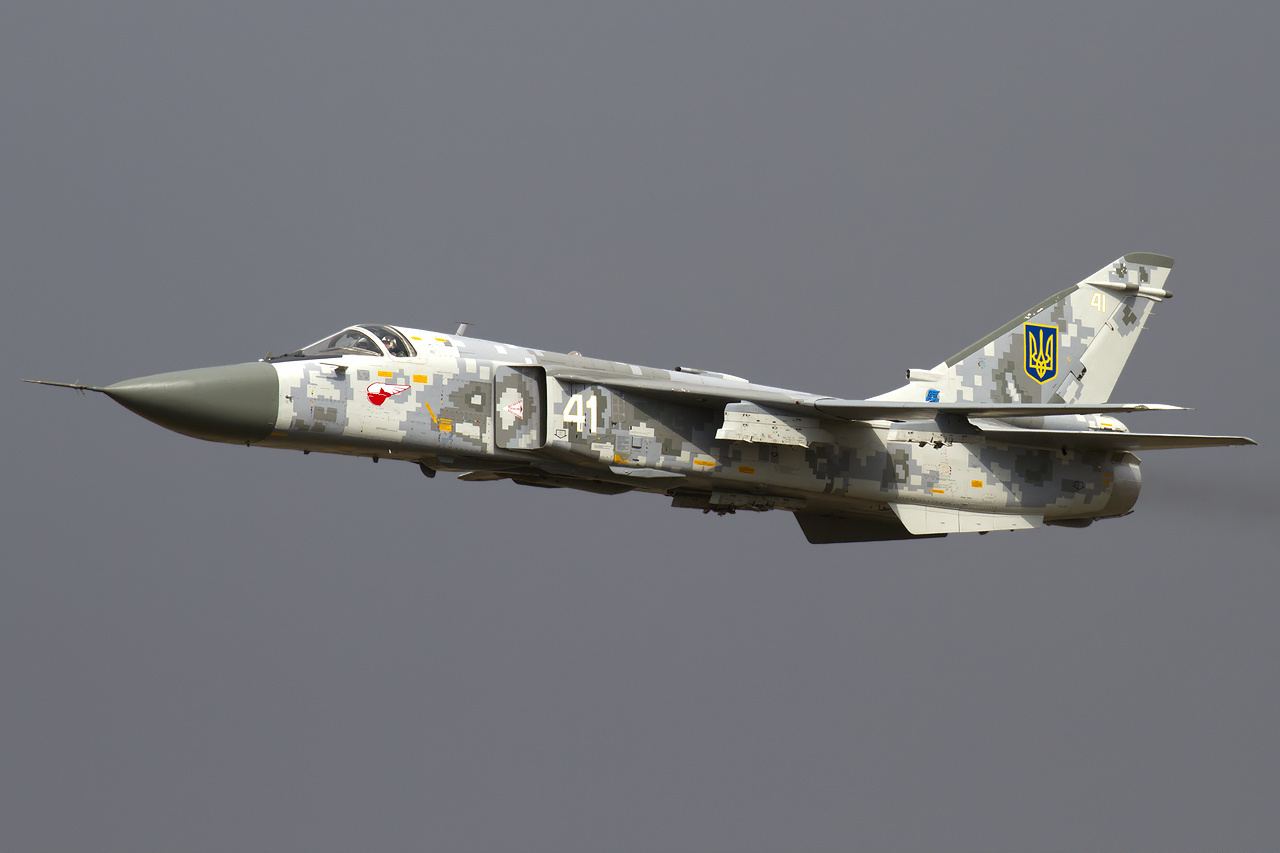
Az Ukrán Légierő egyik, „kiváló gép” jelzésű Szu–24M-je